# Robert Zubrin
Robert Zubrin   (Lakewood i Nova York, 9 d'abril de 1952) és un enginyer aeroespacial i escriptor estatunidenc, conegut per defensar la colonització de Mart, havent estat, fins i tot, el gran nom situat darrere de Mars Direct, una proposta realitzada per reduir significativament el cost i la complexitat d'aquesta missió. La idea clau era fer servir l'atmosfera marciana per produir oxigen, aigua i combustible de coet per a l'estada a la superfície i el viatge de tornada. Una versió modificada del pla va ser adoptada per la NASA com el seu «disseny de missió de referència».
Decebut per la falta d'interès del govern dels Estats Units en l'exploració de Mart, i després de l'èxit del seu llibre The Case for Mars, Zubrin, el 1998, va fundar la Mars Society, organització internacional que defensa una missió tripulada a Mart, finançada amb capital privat en la mesura que sigui possible.

## Obres
- The Case for Mars: The Plan to Settle the Red Planet and Why We Must (1996).
- Entering Space: Creating a Spacefaring Civilization (1999).
- First Landing (2001).
- Mars On Earth: The Adventures of Space Pioneers in the High Arctic (2003).
- The Holy Land (2003).
- Benedict Arnold: A Drama of the American Revolution in Five Acts (2005).
- Energy Victory: Winning the War on Terror by Breaking Free of Oil (2007).
- How to Live on Mars (2008).
- Merchants of Despair: Radical Environmentalists, Criminal Pseudo-Scientists, and the Fatal Cult of Antihumanism (2011).
- Mars Direct: Space Exploration, the Red Planet, and the Human Future (2013).